# Avenida 24 de Septiembre (Córdoba)
La Avenida 24 de Septiembre es una avenida cordobesa totalmente asfaltada que corre por el este de esta ciudad argentina. La misma tiene un recorrido de aproximadamente 2,9 km y se extiende desde el puente Olmos sobre el Río Suquía hasta perderse en una calle sin salida en barrio Parque del Este. La avenida tiene seis carriles por su único sentido de circulación, y dos por mano en unos 500 metros de traza, luego de cruzar Avenida Patria.

## Toponimia
La avenida lleva este nombre en recordatorio de lo que sucedió ese día, en el año 1812: en el Campo de las Carreras (Tucumán) las fuerzas argentinas, al mando del abogado y general Manuel Belgrano, vencen a las españolas en la Batalla de Tucumán.

## Transporte sobre la avenida
Sobre esta reconocida avenida de la Ciudad de Córdoba, pasan numerosas líneas de colectivos.
| Corredor | Líneas                               |
| -------- | ------------------------------------ |
|          | - C * - C1 - C2 - C3 - C4 - C5 - C6* |
|          | - R12 *                              |
|          | - TB - TC                            |
|          | - D3                                 |

(*) Representa aquellas líneas de colectivos cuyo recorrido sobre la arteria no superan los 300 metros.